# 珍珠翡翠白玉汤
珍珠翡翠白玉汤是历史上的一道菜，也是一段单口相声名。珍珠翡翠白玉汤字面的意思是菜帮子、菠菜叶儿（翡翠），馊豆腐（白玉）和剩锅巴碎米粒儿（珍珠）做成的杂合菜剩菜汤儿。这个相声讲述的是朱元璋未发迹时，曾经受两个要饭的恩惠，后来当上皇上后又闹出的笑话。后来这个相声段子曾被诸多艺人演绎，其中以相声大师刘宝瑞先生的最为著名。

## 内容介绍

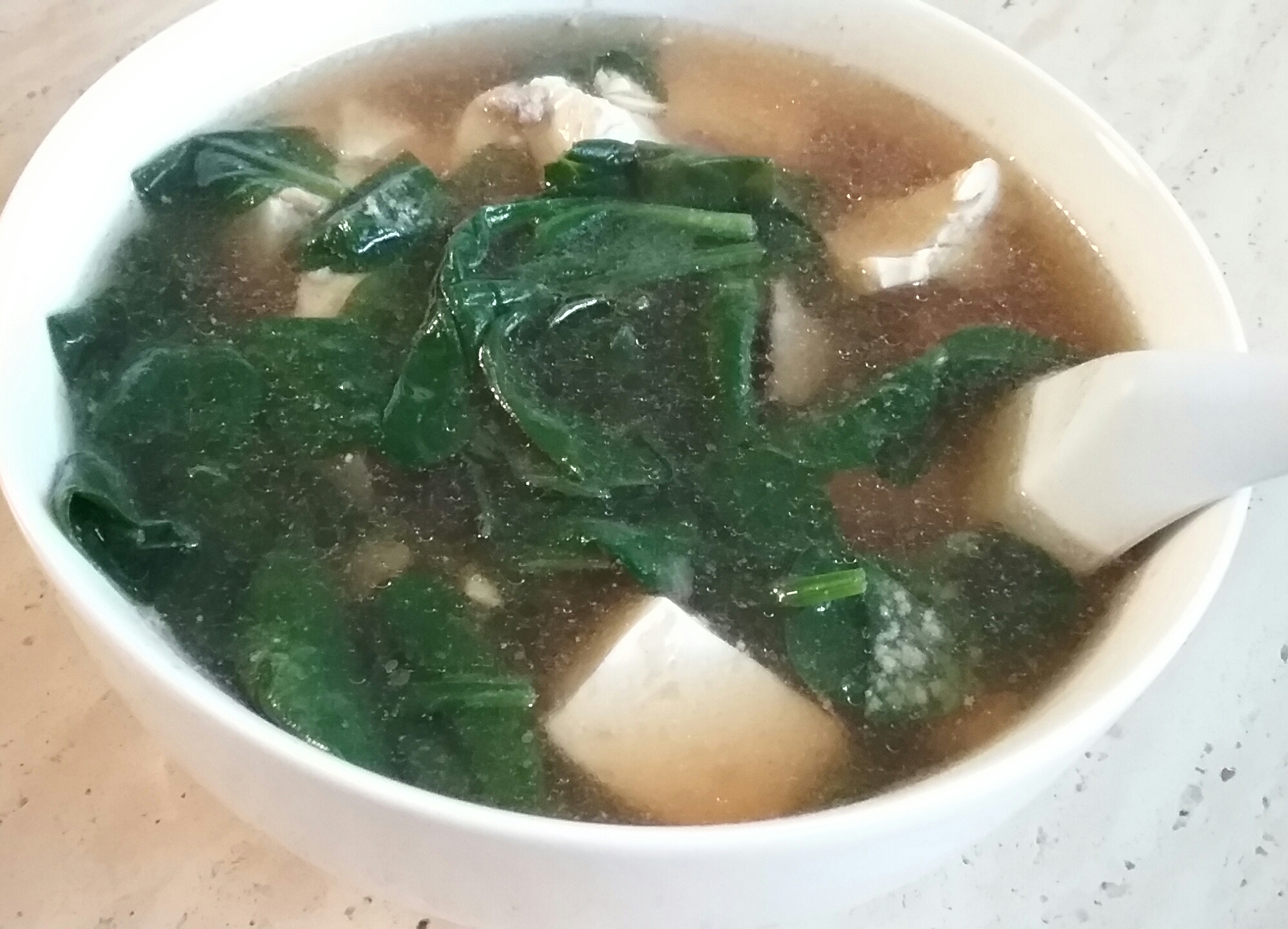
一碗菠菜豆腐湯，也稱為“翡翠白玉汤”。

明朝开国皇帝朱元璋在一次征战中与其部下常遇春、胡大海失散，孤身一人来到一座小破庙中，精疲力竭。恰好这里住着两个要饭的乞丐。乞丐要饭归来发现朱元璋身体虚弱，便用乞讨得来的馊豆腐、糊锅巴和捡到的烂菜叶熬了锅汤。虽然味道不好，但因朱元璋饥寒交迫并未意识到。朱元璋吃后恢复精神，高兴之余问二人此汤何名，二人便取了个好听的名字叫“珍珠翡翠白玉汤”。后来朱元璋登基，日日享受美味珍馐，反而觉得身体乏力。回想起当年吃的此汤，便传旨找到两名乞丐，要他二人重新制作珍珠翡翠白玉汤，同时赏给文武百官。二人仍按照当年的做法，用馊、烂的原料制作，做出的汤臭不可闻。即便如此，朱元璋也勉强喝下。

## 文化影响
情景喜剧《武林外传》中，男主角白展堂的原名“白玉汤”来源即为本相声。
1. ↑   （中文）.